# Ditrichum elongatum
Ditrichum elongatum là một loài rêu trong họ Ditrichaceae. Loài này được Hook. f. & Wilson Mitt. mô tả khoa học đầu tiên năm 1882.